# Brumov
Brumov är en ort i Tjeckien.   Den ligger i regionen Södra Mähren, i den östra delen av landet, 160 km öster om huvudstaden Prag. Brumov ligger 544 meter över havet och antalet invånare är 236.
Terrängen runt Brumov är kuperad söderut, men norrut är den platt. Runt Brumov är det ganska glesbefolkat, med 31 invånare per kvadratkilometer. Närmaste större samhälle är Blansko, 19,2 km sydost om Brumov. I omgivningarna runt Brumov växer i huvudsak blandskog.